# Альварес, Лорена
Лорена Альварес (исп. Lorena Alvarez Trejo) (род. 10 января 1973, Мехико, Мексика) — известная мексиканская актриса. Рост — 179 сантиметров.

## Биография
Родилась 10 января 1973 года в Мехико. С детства мечтала стать актрисой, в связи с этим в 1993 году поступила в CEA, затем училась в MM Studio Патрисии Рейес Спиндола и наконец училась в мастерской Серхио Хименеса. В мексиканском кинематографе дебютировала в 1994 году и с тех пор снялась в 20 работах в кино и телесериалах. Телесериалы Хозяйка, Страсти по Саломее, Истинная любовь, Роза Гваделупе и Как говорится оказались наиболее популярными с участием актрисы. 

## Фильмография
1
Сердце, которое лжет (сериал, 2016)
Corazón que miente ... Martha
2
Тень прошлого (сериал, 2014 – 2015)
La sombra del pasado
3
Как прекрасна любовь! (сериал, 2012 – 2013)
Qué bonito amor
4
Как говорится (сериал, 2011 – ...)
Como dice el dicho ... Amalia
5
Роза Гваделупе (сериал, 2008 – ...)
La rosa de Guadalupe ... Griselda
6
Клянусь, что люблю тебя (сериал, 2008 – ...)
Juro que te amo ... Adelaida Lacayo
7
Девочки, как вы (сериал, 2007)
Muchachitas como tú
8
El güero, el tuerto y el cojo (ТВ, 2006)
9
Бесчувственная (сериал, 2004 – 2005)
Mujer de madera ... Dalia
10
Истинная любовь (сериал, 2003)
Amor real ... Bernarda Aguirre
11
Страсти по Саломее (сериал, 2001 – 2002)
Salomé ... Luisa
12
Herencia fatal (1997)
... Mirna
13
La perra (1997)
... Graciela
14
Самая большая премия (сериал, 1995)
El premio mayor
15
Преступления страсти (1995)
Crímenes de pasión ... Amiga#1
16
A sangre fria (1995)
... Mariela
17
Хозяйка (сериал, 1995)
La dueña
18
Розовые шнурки (сериал, 1994 – 1996)
Agujetas de color de rosa ... (1 эпизод, 1994)
19
Начать сначала (сериал, 1994)
Volver a empezar ... Recepionista
20
Женщина, случаи из реальной жизни (сериал, 1985 – ...)
Mujer, casos de la vida real